# Los Dolores, Guanajuato
Los Dolores är en ort i Mexiko.   Den ligger i kommunen San Luis de la Paz och delstaten Guanajuato, i den centrala delen av landet, 260 km nordväst om huvudstaden Mexico City. Los Dolores ligger 1 999 meter över havet och antalet invånare är 1 778.
Terrängen runt Los Dolores är platt åt nordväst, men åt sydost är den kuperad. Runt Los Dolores är det ganska tätbefolkat, med 52 invånare per kvadratkilometer. Närmaste större samhälle är San Luis de la Paz, 5,5 km öster om Los Dolores. Trakten runt Los Dolores består till största delen av jordbruksmark.